# Ad purpuratorum Patrum Collegium
Ad purpuratorum Patrum Collegium (с лат. — «Коллегия кардиналов») — апостольское письмо, в виде motu proprio Папы римского Павла VI опубликованное в «Acta Apostolicae Sedis» (AAS), официальном вестнике Святого Престола 11 февраля 1965 года, которое предусматривает, что кардиналы Восточнокатолических Церквей, в будущем, должны принадлежать к степени кардиналов-епископов.

## Общие положения
«Ad purpuratorum Patrum Collegium» — шестое из сорока семи motu proprio Павла VI опубликованных за время его понтификата с июня 1963 по август 1978 года. Письмо написано на латыни, официальном языке Святого Престола. Оно также было опубликовано на итальянском языке. Название Ad purpuratorum Patrum Collegium является производным от первого предложения письма, начинающегося с «Ad purpuratorum Patrum Collegium de loco Patriarcharum Orientalium in Sacro Cardinalium Collegio...» (примерно переводится: «Место Патриархов Восточных Церквей в Коллегии кардиналов...»).

## Предпосылки
Кардиналы делятся на три степени: кардиналы-епископы, кардиналы-священники и кардиналы-дьяконы. После изменений внесенными Suburbicariis sedibus и Cum gravissima это чисто почётный иерархический порядок в зависимости от принадлежности: епископ субурбикарной епархии, священник титулярной церкви или диакон титулярной диаконии. До Ad purpuratorum Patrum Collegium патриархи Восточных Церквей относились к степени кардиналов-священников, как и другие епархиальные епископы, потому что из-за руководства их конкретной церковью они не проживали в Риме. Таким образом, они являются частью римского духовенства и, следовательно, местной общины Латинской церкви, следовательно, патриархи Восточных Церквей, которые также были кардиналами, занимали должности в двух обрядах.
Папа установил в motu proprio, что главы Восточнокатолических Церквей, носящие титул патриарха, в будущем должны быть приписаны к степени кардиналов-епископов. Чтобы подчеркнуть их независимость, они не должны быть назначены на субурбикарную епархию, но должны использовать свой собственный патриарший престол в качестве титула. Они также не принадлежат к духовенству города Рима. Кардиналы-патриархи также не принимают участие в выборах кардинала-декана и кардинала-вице-декана. Правила были приняты как канон 350 § 1 и § 3 в Кодексе канонического права 1983 года.
Патриархи, назначенные кардиналами, по протоколу имели положение после кардиналов-епископов субурбикарных епархий и перед кардиналом-протопресвитером. Таким образом, патриархи, возведённые в кардиналы, были повышены в ранге.
Главы Восточнокатолических Церквей, которые носят титул верховного архиепископа или митрополита, относятся к степени кардиналов-священников.

## Список
Ниже приводится список патриархов, назначенных кардиналами.
| Имя                        | Консистория | Дата рождения    | Патриархат                                  | Национальность | Право на участие в Конклаве | Дата смерти     | Примечание |
| -------------------------- | ----------- | ---------------- | ------------------------------------------- | -------------- | --------------------------- | --------------- | --- |
| Игнатий Гавриил I Таппоуни | 1935        | 3 ноября 1879    | патриарх Антиохийский сирийцев              | Флаг Сирии     | -                           | 29 января 1968  | Таппоуни уже был кардиналом-священником на момент публикации «Ad purpuratorum Patrum Collegium». В день публикации он был введён в класс кардиналов-епископов. |
| Григорий-Пётр XV Агаджанян | 1946        | 18 сентября 1895 | патриарх Киликийский и всех армян-католиков | Флаг Армении   | -                           | 16 мая 1971     | На момент публикации «Ad purpuratorum Patrum Collegium» Агаджанян был кардиналом-священником. Поскольку он уже ушёл с поста патриарха и был куриальным кардиналом, motu proprio не имел на него никакого влияния. В 1970 году он стал кардиналом-епископом Альбано. |
| Булос Бутрос Меуши         | 1965        | 1 апреля 1894    | патриарх Антиохии и всего Леванта           | Флаг Ливана    | -                           | 11 января 1975  | |
| Максим IV Сайех            | 1965        | 10 апреля 1878   | патриарх Антиохии мелькитский               | Флаг Сирии     | -                           | 5 ноября 1967   | Сайех трижды отказывался от возведение в кардиналы, потому что считал это предательством своей Церкви. После «Ad purpuratorum Patrum Collegium» он изменил своё мнение и 11 дней спустя на консистории был возведён в кардиналы.                                    |
| Стефанос I Сидарусс        | 1965        | 22 февраля 1904  | коптский католический патриарх              | Флаг Египта    | -                           | 23 августа 1987 | |
| Антоний Бутрос Хорейш      | 1983        | 20 сентября 1907 | патриарх Антиохии и всего Леванта           | Флаг Ливана    | -                           | 19 августа 1994 | |
| Насрулла Бутрос Сфейр      | 1994        | 15 мая 1920      | патриарх Антиохии и всего Леванта           | Флаг Ливана    | -                           | 12 мая 2019     | |
| Игнатий Мусса I Дауд       | 2001        | 18 сентября 1930 | патриарх Антиохийский сирийцев              | Флаг Сирии     | -                           | 7 апреля 2012   | |
| Стефанос II Гаттас         | 2001        | 16 января 1920   | коптский католический патриарх              | Флаг Египта    | -                           | 20 января 2009  | |
| Эммануэль III Делли        | 2007        | 6 октября 1927   | патриарх Вавилона Халдейского               | Флаг Ирака     | -                           | 8 апреля 2014   | |
| Антоний Нагиб              | 2010        | 18 марта 1935    | коптский католический патриарх              | Флаг Египта    | -                           | 28 марта 2022   | |
| Бешар Бутрос Раи           | 2012        | 25 февраля 1940  | патриарх Антиохии и всего Леванта           | Флаг Ливана    | нет                         |                 | |
| Луис Рафаэль I Сако        | 2018        | 4 июня 1948      | патриарх Вавилона Халдейского               | Флаг Ирака     | да                          |                 | |

Между тем, по крайней мере, один патриарх каждой восточно-католической церкви, кроме Армянской католической церкви, стал кардиналом.